# Мелан (сын Порфаона)
Мелан (Мелас, др.-греч. Μέλᾱς «чёрный») — персонаж древнегреческой мифологии. Сын Порфаона и Евриты, брат Ойнея. 8 его сыновей, злоумышлявших против Ойнея, убиты Тидеем. Либо 2 сына Алкафой и Ликопей, двоюродные братья Тидея, убиты им. Либо сам Мелан убит Тидеем.